# Geodyskusja
Geodyskusja – jedna z form prowadzenia konsultacji społecznych on-line, możliwa do zastosowania np. podczas procesu planowania przestrzennego. Jest to internetowa dyskusja, która dotyczy konkretnego miejsca lub miejsc na mapie. Celem geodyskusji jest zebranie opinii na temat planów i projektów przestrzennych.

## Sposób zastosowania
Geodyskusja to narzędzie internetowe, które stosuje się zazwyczaj po opracowaniu wstępnych koncepcji i pomysłów danego tematu, które po przedyskutowaniu, zostaną w razie potrzeby zmodyfikowane i dopasowane do potrzeb mieszkańców. Tematy te mogą obejmować m.in.: planowanie przestrzenne, planowanie transportu, planowanie i projektowanie terenów zieleni, estetykę i ochronę krajobrazu czy jakość przestrzeni miejskiej. Służy ona zbieraniu opinii, poglądów, reakcji użytkowników. Jest istotna szczególnie w przypadku projektów wzbudzających duże zainteresowanie i przeciwstawne opinie. Geodyskusja umożliwia dodawanie komentarzy i reakcji na komentarze innych osób, a jednocześnie zawiera mapy, plany, prognozy, wyniki badań. W ramach narzędzia umieszczone są na mapach punkty, linie albo obszary, które wskazują na wątki w dyskusji. Zebrane dane są analizowane i sortowane. Na ich podstawie są formułowane wnioski na temat projektu.

## Zalety
Geodyskusja daje możliwość porozmawiania z mieszkańcami o ich potrzebach i opiniach, co przyczynia się do lepszego zaprojektowania przestrzeni i zadowolenia mieszkańców. Umożliwia również udział projektantów-urbanistów w dyskusji, odpowiadanie na pytania uczestników i wyjaśnianie ich wątpliwości. Co więcej, wątki poruszane w dyskusji i dodawane komentarze są przypisane do konkretnych miejsc na mapie, np. ulic, skrzyżowań lub parków. Pozwala to na wyrażanie opinii i zadawanie pytań przypisanych do miejsc.

## Wady
Główną wadą geodyskusji jest to, iż może być ona niedostępna dla grupy osób wykluczonych cyfrowo. Wymaga ona również podstawowych umiejętności obsługi map oraz aplikacji internetowych. Geodyskusja może też zostać zdominowana przez osoby popierające jedno z dyskutowanych rozwiązań, co może przyczynić się do niereprezentatywnych wyników konsultacji.

## Przykłady zastosowań w Polsce
- Geodyskusja podczas konsultacji społecznych dla zmian organizacji ruchu na terenie osiedla Jeżyce w Poznaniu[5].
- Projekt badawczy preferencji mieszkańców dotyczących planu miejscowego "Park Kasprowicza" w Poznaniu[6].
- Konsultacje społeczne dotyczące nowego układu transportu publicznego w Łodzi[7].

## Dostępne na rynku narzędzia
Aplikacja LopiTalk jest przykładem geodyskusji, która została z powodzeniem wykorzystana w wielu wdrożeniach w Polsce.